# Las alas del emperador
Las alas del emperador es el séptimo álbum de la banda mexicana de heavy metal Transmetal. Este lanzamiento marca un cambio en la alineación de la banda; el anterior vocalista y guitarrista, Alberto Pimentel sale de la agrupación para dejar en su lugar a Mauricio Torres a cargo de las voces y a Ernesto Torres a cargo de la guitarra rítmica.
La canción "Orgasmatron" es una versión en español de la canción de Motörhead.

## Lista de canciones del álbum
1. Tumbas de Insomnio (03:07)
2. Celdas de la Divinidad (03:16)
3. Perpetua Monstruosidad (03:21)
4. Iglesia Interior (05:03)
5. XIII (instrumental) (01:50)
6. Las Alas del Emperador (03:39)
7. Santísimo Sufrimiento (04:29)
8. Cenizas Humanas (02:51)
9. Sombras del Purgatorio (02:55)
10. Monarca de los Sonámbulos (03:13)
11. Jardín Seco (03:58)
12. Orgasmatron (03:08)

## Alineación
- Lorenzo Partida Bravo - Bajo
- Javier Partida Bravo - Batería
- Juan Partida Bravo - Guitarra (líder)
- Ernesto Torres - Guitarra (Rítmica)
- Mauricio Torres - Voz